# Korea Juniors 2014
Das Korea Juniors 2014 fand als bedeutendstes internationales Nachwuchsturnier von Südkorea im Badminton vom 8. bis zum 14. Dezember 2014 in Gimcheon statt. Es war die dritte Auflage der Veranstaltung.

## Sieger und Platzierte
| Disziplin    | Gold                           | Silber                         | Bronze                              |
| ------------ | ------------------------------ | ------------------------------ | ----------------------------------- |
| Herreneinzel | Seo Seung-jae                  | Lee Cheuk Yiu                  | Lee Jun-su                          |
| Herreneinzel | Seo Seung-jae                  | Lee Cheuk Yiu                  | Kim Joo-wan                         |
| Dameneinzel  | Natsuki Nidaira                | Saena Kawakami                 | Moe Araki                           |
| Dameneinzel  | Natsuki Nidaira                | Saena Kawakami                 | Natsuki Oie                         |
| Herrendoppel | Kenya Mitsuhashi Yuta Watanabe | Lee Jun-su Seo Seung-jae       | Sabar Karyaman Gutama Franky Wijaya |
| Herrendoppel | Kenya Mitsuhashi Yuta Watanabe | Lee Jun-su Seo Seung-jae       | Keita Ogawa Yoshitaka Ogura         |
| Damendoppel  | Nami Matsuyama Chiharu Shida   | Kong Hee-yong Seong Seung-yeon | Go Hye-ju Yang Yoon-jung            |
| Damendoppel  | Nami Matsuyama Chiharu Shida   | Kong Hee-yong Seong Seung-yeon | Park Keun-hye Yoon Min-ah           |
| Mixed        | Yuta Watanabe Chiharu Shida    | Seo Gang-min Yoon Min-ah       | Kim Hyun-kyu Kim Hyo-eun            |
| Mixed        | Yuta Watanabe Chiharu Shida    | Seo Gang-min Yoon Min-ah       | Ahn Jin-ha Choi Yoon-jung           |